# Бєлосельський Еспер Костянтинович
Бєлосельський Еспер Костянтинович (26 вересня 1870 — 5 січня 1921) — російський яхтсмен.
Бронзовий призер Олімпійських Ігор 1912 року в класі 10 метрів.